# Б'юд (Міссісіпі)
Б'юд (англ. Bude) — місто (англ. town) в США, в окрузі Франклін штату Міссісіпі. Населення — 780 осіб (2020).

## Географія
Б'юд розташований за координатами 31°27′45″ пн. ш. 90°51′8″ зх. д. / 31.46250° пн. ш. 90.85222° зх. д. (31.462447, -90.852280).  За даними Бюро перепису населення США в 2010 році місто мало площу 3,70 км², з яких 3,69 км² — суходіл та 0,01 км² — водойми.

## Демографія
Згідно з переписом 2010 року, у місті мешкали 1063 особи в 430 домогосподарствах у складі 268 родин. Густота населення становила 287 осіб/км².  Було 525 помешкань (142/км²).
Расовий склад населення:
| - 53,1 % — чорних або афроамериканців - 45,2 % — білих - 0,2 % — корінних американців |

До двох чи більше рас належало 1,3 %. Частка іспаномовних становила 1,5 % від усіх жителів.
За віковим діапазоном населення розподілялося таким чином: 29,0 % — особи молодші 18 років, 57,3 % — особи у віці 18—64 років, 13,7 % — особи у віці 65 років та старші. Медіана віку мешканця становила 34,7 року. На 100 осіб жіночої статі у місті припадало 91,2 чоловіків;  на 100 жінок у віці від 18 років та старших — 89,7 чоловіків також старших 18 років.
Середній дохід на одне домашнє господарство  становив 39 849 доларів США (медіана — 22 083), а середній дохід на одну сім'ю — 45 906 доларів (медіана — 33 750). Медіана доходів становила 42 727 доларів для чоловіків та 37 321 долар для жінок. За межею бідності перебувало 40,7 % осіб, у тому числі 52,2 % дітей у віці до 18 років та 23,2 % осіб у віці 65 років та старших.
Цивільне працевлаштоване населення становило 301 осіб. Основні галузі зайнятості: освіта, охорона здоров'я та соціальна допомога — 49,5 %, роздрібна торгівля — 11,0 %, мистецтво, розваги та відпочинок — 8,6 %, публічна адміністрація — 8,0 %.